# Ванкуверский сурок
Ванкуверский сурок (лат. Marmota vancouverensis) — североамериканский грызун рода сурков, семейства беличьих. Эндемичен для острова Ванкувер в Канаде, обитает в основном на юге острова. Обитает в горах высотой около полутора километров.
Этот сурок представляет собой отдельный вид, отнесённый к числу исчезающих (в природе, по оценке 2016 года, осталось около 100 особей).
Мех ванкуверских сурков в зависимости от сезона имеет разный цвет. В начале лета — коричневый, в июле мех линяет и становится чёрным с белыми полосками на верхней части головы и на теле. Вес сурков также зависит от сезона. В течение года вес может варьироваться от 3—3,5 кг до 5—6 кг. Длина тела — 68—70 см.
Полового развития сурки достигают в возрасте трёх лет. Большинство самок размножаются лишь в 4 года, с нерепродуктивным периодом между появлением потомства в 1 год. Продолжительность жизни выше у самок, чем у самцов. Наиболее вероятная смерть сурков — нападение хищников, а также смерть во время зимней спячки.